# 约翰尼·盖尔克奇
约翰尼·盖尔克奇（英語：Johnny Galecki，1975年4月30日—），美國男演員，生於比利时布雷，曾出演《罗斯安家庭生活》中的戴维一角，并获得了青年艺人奖。后因出演情景喜劇《生活大爆炸》中的伦纳德·霍夫斯塔特博士而被观众所熟知。這套劇集于2007年開始在CBS頻道播出，并在第三季第一集播映时，创下了CBS夜间18－49岁成人观众收视率的新纪录，据统计当时共有1283万观众收看该剧。

## 幼年生活
约翰尼有爱尔兰、意大利、波兰血统，其母玛丽·卢是一名资产抵押顾问，其父理查德·盖尔克奇则是驻比利时美国空军的一名士兵，除此之外，他还有一个弟弟和一个妹妹。约翰尼全家在他3岁的时候移居到了美国伊利诺伊州的芝加哥市。
约翰尼曾在接受新西兰电台“ZM”采访的时候回忆起小时候与母亲的关系。在约翰尼小时候，他经常一直讲一些史诗故事和神话故事，在这种情况下，他的母亲不得不与他玩一种看能走多久不说话的游戏让他安静下来。约翰尼还回忆说他的母亲是一位刀子嘴豆腐心的人，在小的时候经常对自己说“我爱你，但是出去！”。

## 演艺生涯
1987年，约翰尼在电影《Murder Ordained》中出演道格，这是他首次登上银屏。让约翰尼广为人知的，则是在美国情景喜剧《罗斯安家庭生活》中扮演的大卫一角。1997年，约翰尼在电影《我知道你去年夏天干了什么》中客串了一个爱上詹妮弗·洛芙·海维特的小角色。1998年，约翰尼在电影《她和他和她之间》中扮演一个谎称受到性骚扰的同性恋少年。2000年，他开始从原来的形象中转型，并在电影《机票情缘》中扮演助理赛斯。2006年至2007年，约翰尼在百老汇剧《哈哈笑的小狗》中饰演一名叫阿历克斯的男妓，这不仅是约翰尼第一次接触戏剧，也是第一次以正面全裸的形象出现在观众面前。。2007年，他在CBS的情景喜剧《生活大爆炸》中扮演了实验物理学家伦纳德·霍夫斯塔特博士，通过这部情景喜剧，约翰尼成为了美国家喻户晓的喜剧明星。

## 私人生活
尊尼是一個素食者。他有一個被稱為「機械天才」的弟弟和一個妹妹。
2010年底，在《生活大爆炸》中出演佩妮的女星凯莉·库柯在接受采访时爆料称，她曾经和在戏中的男朋友约翰尼秘密交往两年。2019年5月3日，尊尼對外宣布女友阿萊娜懷孕。 2019年12月，他們的兒子艾弗里出世。

## 作品

### 电影
| 拍摄时间 | 片名                        | 角色                         | 备注  |
| -------- | --------------------------- | ---------------------------- | ----- |
| 1987年   | Murder Ordained             | 道格                         |       |
| 1988年   | 吉姆里登生活中的一天        | 托比                         |       |
| 1989年   | 幻海童真                    | 比利·奎因                    |       |
| 1989年   | 疯狂圣诞假期                | 格里斯沃尔德                 |       |
| 1990年   | 盲目的信任                  | 约翰·马歇尔                  |       |
| 1990年   | In Defense of a Married Man | 埃里克                       |       |
| 1991年   | Backfield in Motion         | 蒂姆                         |       |
| 1993年   | A Family Torn Apart         | 哈金斯                       |       |
| 1994年   | Without Consent             | 马蒂                         |       |
| 1996年   | Murder at My Door           | 泰迪                         |       |
| 1997年   | 憨豆先生的大灾难            | Stingo Wheelie               |       |
| 1997年   | 绑架老大                    | 艾拉                         |       |
| 1997年   | 是誰搞的鬼                  | 馬克斯·紐里克（Max Neurick） |       |
| 1998年   | 她和他和她之间              | 贾森                         |       |
| 2000年   | Playing Mona Lisa           | 亚瑟                         |       |
| 2000年   | 缘来是你                    | 赛斯                         |       |
| 2001年   | Morgan's Ferry              | 达西                         |       |
| 2001年   | 香草天空                    | 彼得·布朗（Peter Brown）     |       |
| 2003年   | 业余赌徒                    | Jude                         |       |
| 2004年   | 水晶                        | 巴里                         |       |
| 2004年   | White Like Me               | 马库斯                       | 短片  |
| 2005年   | 幸福结局                    | 迈尔斯                       |       |
| 2007年   | Who You Know                | 大卫                         | 短片  |
| 2008年   | 全民超人                    | 傑里米（Jeremy）             |       |
| 2009年   | 三人餐桌                    | 特德                         |       |
| 2011年   | 鐘點戰                      | 波莱尔                       | [ 2 ] |

### 电视剧
| 拍摄时间      | 片名                    | 角色                | 备注       |
| ------------- | ----------------------- | ------------------- | ---------- |
| 1990年        | Hardball                |                     |            |
| 1991年        | Blossom                 | 贾森                |            |
| 1990年–1991年 | 美国梦                  | 纳什                | 共出演17集 |
| 1993年        | 内战                    | 学生                |            |
| 1992年–1997年 | 罗斯安家庭生活          | 大卫                | 共出演92集 |
| 2000年        | 未来蝙蝠侠Batman Beyond |                     | 配音       |
| 2000年        | The Norm Show           | 戴尔                |            |
| 2004年        | LAX                     | 普雷斯曼            |            |
| 2005年        | 我的名字叫艾尔          | 斯科特              |            |
| 2005年        | 珊诺斯基姐妹花          | Jay                 |            |
| 2006年–2007年 | 我的男孩                | Trouty              |            |
| 2007年-2019年 | 宅男行不行              | 李奧納德·霍夫斯塔特 | 主演       |
| 2006年        | American Dad!           | 阿尼                |            |
| 2009年        | 居家男人                | 伦纳德·霍夫斯塔特   | [ 2 ]      |